# William Hamilton, 1. Baronet (of Preston)
Sir William Hamilton, 1. Baronet (* um 1645; † um 1690) war ein schottischer Adliger.
Er war der ältere Sohn und Erbe des Sir Thomas Hamilton († 1672), Laird von Preston in Haddingtonshire und Fingalton in Renfrewshire, aus dessen zweiter Ehe mit Anne Hamilton. Sein Vater hatte im Bürgerkrieg als Offizier aus Seiten der Royalisten gekämpft.
1670 heiratete er Rachel Nicolson, Tochter des Sir Thomas Nicolson of Cockburnspath und der Rachel Burnet. Mit ihr hatte er drei Töchter:
- Rachel Hamilton;
- Anne Hamilton, ⚭ 1) 1697 Thomas Oswald, ⚭ 2) 1705 Gilbert Burnet;
- Jane Hamilton, ⚭ 1695 George Stirling of Letham.

Beim Tod seines Vaters erbte er 1672 dessen Besitzungen. Am 5. November 1673 wurde ihm von König Karl II. in der Baronetage of Nova Scotia der erbliche Adelstitel eines Baronet, of Preston in the County of Haddington, verliehen. Die Verleihung erfolgte mit dem besonderen Zusatz, dass der Titel in Ermangelung eigener männlicher Nachkommen an jedweden männlichen Nachkommen vererbbar sei.
Vermutlich ihm Zusammenhang mit der erfolglosen Rebellion der presbyterianischen Covenanters, bei der sein Bruder Robert ein führendes Mitglied war, verkaufte er 1681 seine Besitzungen dem Schwiegervater seiner Tochter Anne, Sir James Oswald, und wanderte in die Niederlande aus.
Da er keine Söhne hinterließ, erbte bei seinem Tod um 1690 sein jüngerer Bruder Robert (1650–1701) seinen Adelstitel.